# Betriebsruhe
Unter Betriebsruhe versteht man in der Arbeitsorganisation alle Zeiten, zu denen aus gesetzlichen, tariflichen oder innerbetrieblichen Gründen im ganzen oder in Teilen des Betriebes nicht gearbeitet wird. Dazu zählen die Ruhepausen, Kurzarbeit, gesetzliche Feiertage (sofern nicht gesondert geregelt), Katastrophen u. v. a. m.